# Farg Qaleh
Farg Qaleh (Persan: فرگ قلعه) est une ville du nord-est de l'Iran, dans la province du Khorasan-e-razavi.